# Holte
Holte è il sobborgo più settentrionale dell'area metropolitana di Copenaghen, situato nella municipalità di Rudersdal, Danimarca.
Si trova tra Rudersdal e la parte superiore della collina di Geel (Geels Bakke) sulle rive del lago Furesø. Holte è costituita prevalentemente da edifici residenziali e si trova a circa 20 chilometri a nord del centro di Copenaghen.
Sulla cima della collina adiacente Rudersdal è costruita la parrocchia locale (Holte Kirke), consacrata nel 1945. Tra i luoghi di maggior interesse vi è il municipio (Rådhuset), progettato dall'architetto danese Arne Emil Jacobsen nel 1942.
Vi è anche un centro commerciale, una biblioteca pubblica, una stazione ferroviaria (Holte station) ed una balneare con funzioni portuali (Holte havn ud til Vejlesø).
L'asse viario principale è costituito dalla Strada del Re (Kongevejen) che va da Kongens Lyngby a Hillerød.
L'insediamento più antico di Holte (Gammel Holte) si trova a 3 km rispetto l'attuale centro.
Nell'estate del 2011 Holte ha ospitato il campionato del mondo per ciclisti con partenza e arrivo sulla cima della collina di Geel (Geels Bakke).